# Кинг Видор
Кинг Видор (на английски: King Vidor) е американски филмов режисьор, сценарист и продуцент. Първият (1936-1939) президент на Гилдията на режисьорите в САЩ. 

## Филмография

### Режисьор игрални филми
| Година | Филм                       | Оригинално заглавие |
| ------ | -------------------------- | ------------------- |
| 1932   | Райска птица               | Bird of Paradise    |
| 1940   | Северозападният проход     | Northwest Passage   |
| 1949   | Изворът                    | The Fountainhead    |
| 1955   | Човек без пътеводна звезда | Man Without a Star  |
| 1956   | Война и мир                | War and Peace       |
| 1959   | Соломон и Савската царица  | Solomon and Sheba   |